# Rialto (Venezia)

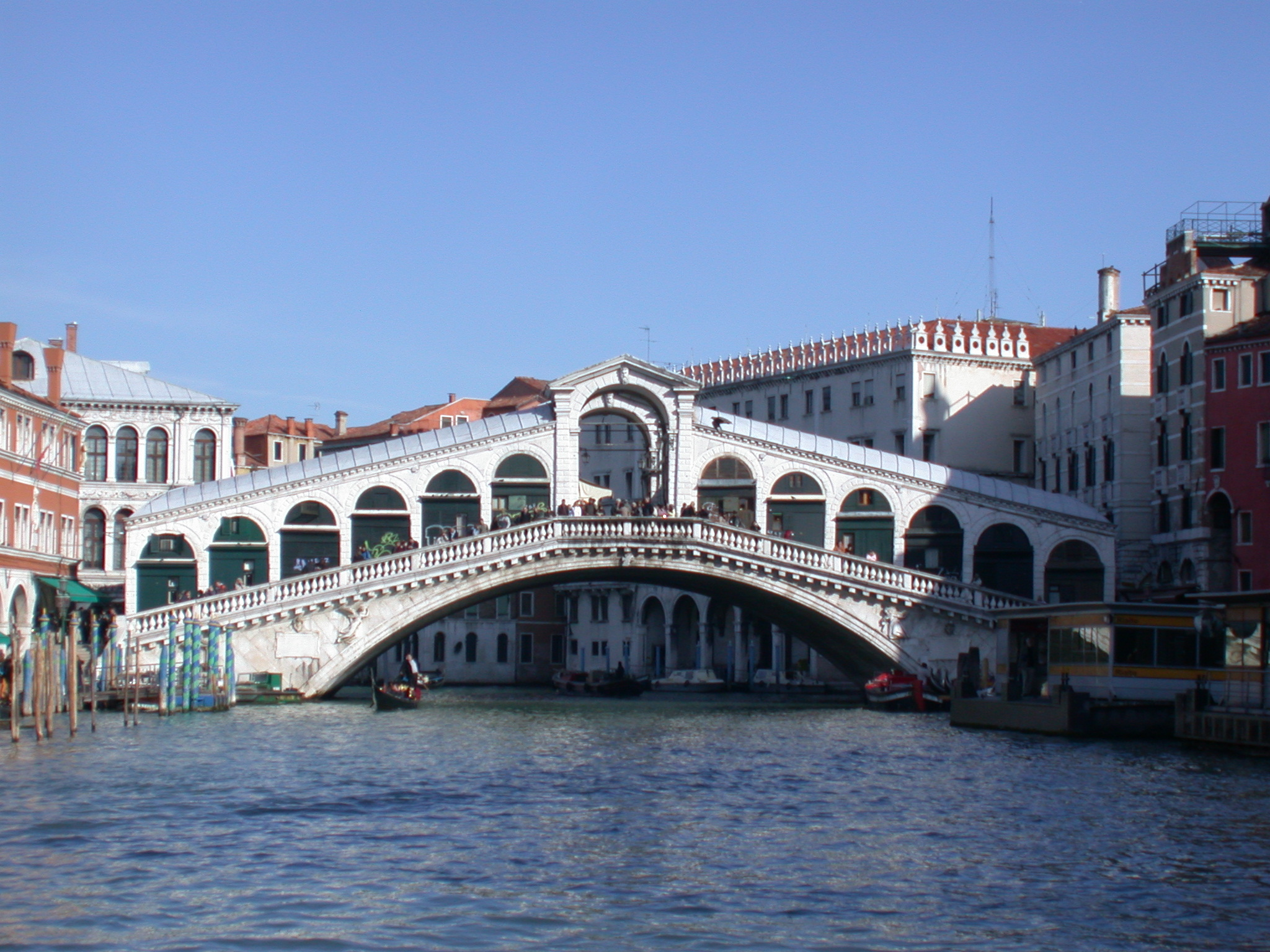
Il Ponte di Rialto, uno dei simboli di Venezia

Rialto è il più antico nucleo di Venezia e parte dei sestieri di San Marco e di San Polo, conosciuto per il mercato e il ponte omonimi. L'origine del nome si trova nel latino rivus praealtus, poi rivus altus, col significato di "canale molto profondo" o "canale profondo", in riferimento all'odierno Canal Grande, del quale le isole di Rialto costituiscono le sponde.

## Le origini: da Rivoalto a Venezia

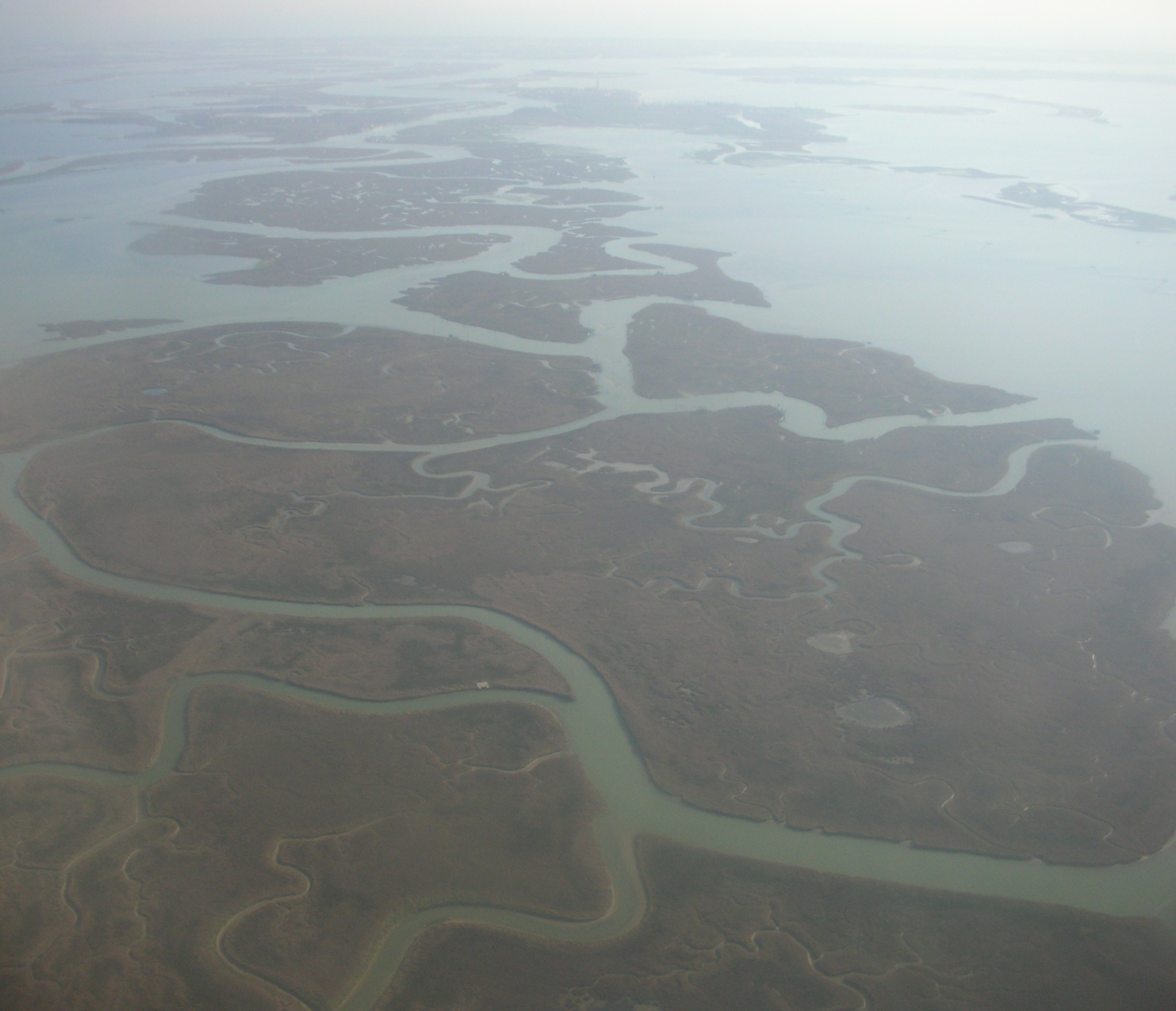
Ambiente lagunare: le isole realtine rappresentavano un arcipelago di terre emerse ed edificabili nell'intrico di barene e velme formate dal corso più settentrionale del Brenta nella laguna di Venezia

Le prime notizie riguardo alla zona risalgono all'Alto Medioevo, quando tra i luoghi d'insediamento dei profughi dell'entroterra, durante le invasioni di Unni e Longobardi che portarono alla nascita della Venezia marittima, vi furono le isole Realtine, un gruppo di terre asciutte attorno ad una stretta ansa del Rivus Altus (in italiano: "canale profondo"), che ne fungeva da porto-canale.
Questo altro non era che il letto dell'Una o Prealtum, un ramo minore del Medoacus Maior (l'antico Brenta), il quale, attraverso il canale di Spinalonga e appunto il Rivus Altus, dove si univa anche alle acque del Marcenum (l'antico Marzenego), sfociava nel porto di Lido assieme al Sile.
La nascita del primitivo insediamento, chiamato Rivoaltus, è tradizionalmente posta il 25 marzo 421, con la consacrazione della chiesa di San Giacometto. L'edificio è in realtà di epoca più tarda, ma l'evento venne festeggiato fino alla caduta della Repubblica di Venezia come natale della città.
Nel 774 l'importanza della zona crebbe con l'erezione a sede vescovile della vicina Olivolo, sorta laddove il Rivus Altus confluiva nel porto di Lido.
La città venne preservata, nell'VIII secolo, dalle guerre intestine del Ducato di Venezia, quando le rivalità tra l'antica capitale Heraclia ed Equilio portarono il trasferimento della sede ducale a Metamauco, nei pressi dell'altra foce del Medoacus Maior.
Rivoalto crebbe d'importanza, tanto da portare a stabilirvisi nuove famiglie, soprattutto dopo la distruzione di Heraclia nell'804 ad opera del doge Obelerio Antenoreo. Tra questi vi erano i Parteciaci, patrizi eracleensi, annoverati nel IX secolo tra i tribuni realtini, con palazzo e foro nei pressi dell'odierno Campo Santi Apostoli, sulla riva occidentale del Rivus Altus.
Sicura nella parte più interna delle lagune, protetta da una primitiva cinta muraria e collegata all'entroterra e al mare attraverso il Rivus Altus, la città divenne nell'810 l'ultimo baluardo venetico nel corso della fallita invasione dei Franchi, guidati dal Re d'Italia Pipino, figlio di Carlo Magno.
Respinta l'invasione, spodestati gli Antenorei, responsabili dei disastri abbattutisi sul ducato, il nuovo doge Angelo Parteciaco stabilì definitivamente nell'812 la capitale a Rivoalto. Sotto l'impulso della dinastia dei Parteciaci, Angelo I e i figli Angelo II, Giustiniano, Giovanni I, la nuova città si estese a scapito di Metamauco e Vigilia, rase al suolo nell'829 durante una rivolta. L'espansione riguardò soprattutto la riva occidentale, verso il canale di Spinalonga, sulle terre dei Parteciaci, nei pressi di un'antica torre d'avvistamento romana, l'odierno campanile di San Marco. Vi sorsero infatti il castello, sede del governo, evoluto in quello che oggi è il Palazzo Ducale, con la primitiva cappella di San Teodoro e il grande monastero di San Zaccaria, su donazione dell'imperatore bizantino Leone V.
L'arrivo nell'828 delle spoglie di san Marco evangelista diede poi nuovo slancio edilizio all'area con la costruzione della prima Basilica di San Marco.
La città tra il X secolo e l'XI secolo, dall'originario nucleo ormai incentrato sull'insula di San Marco inglobava progressivamente, espandendosi, i centri circonvicini (Dorsoduro, Luprio, Olivolo, Spinalonga, nuclei degli odierni sestieri) in quella che, per singolare crasi tra il nome dello stato e quello della sua capitale, divenne nota come Venezia.

## Rialto: il mercato di Venezia

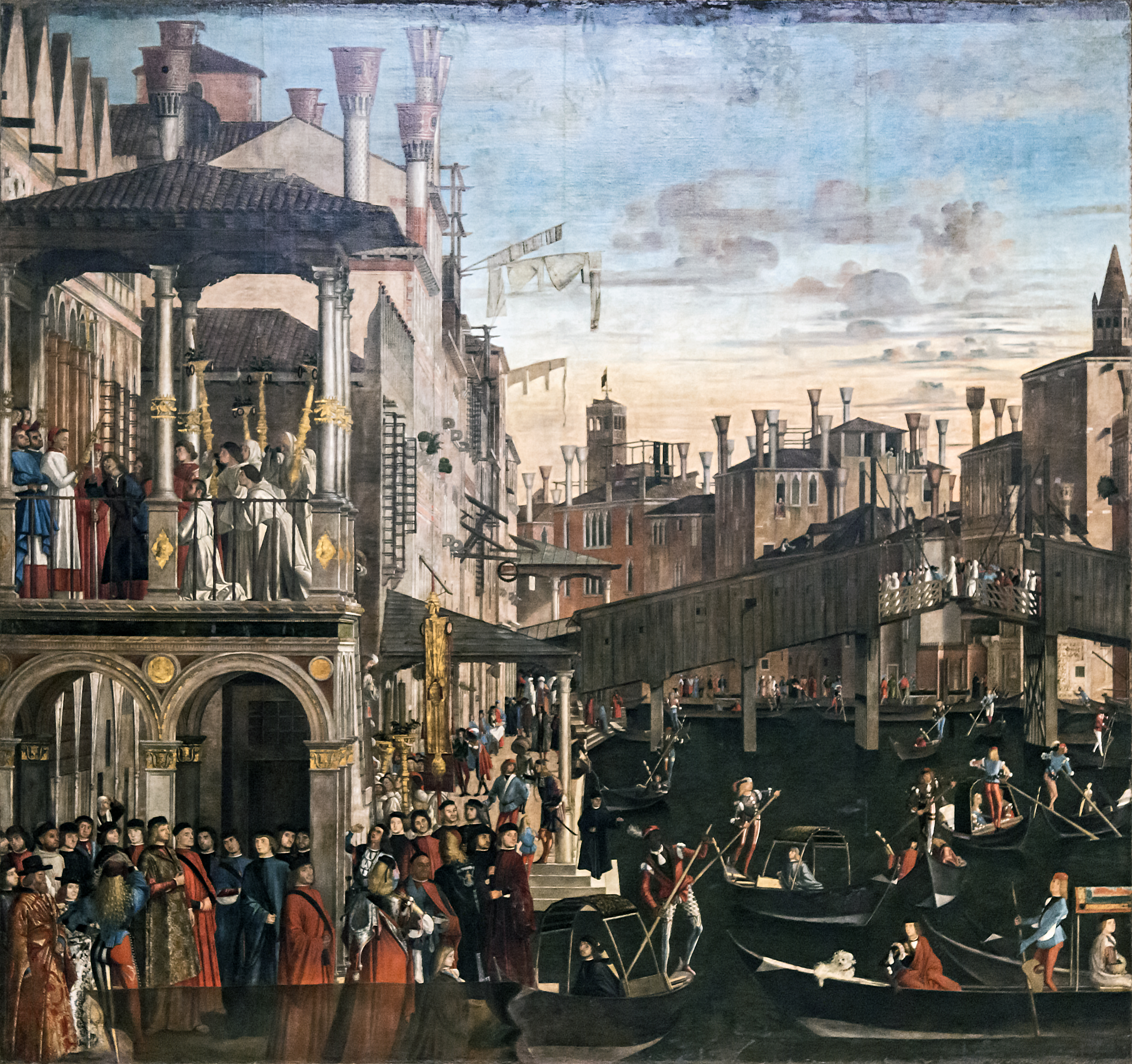
Rialto nel XV secolo, con il caratteristico ponte levatoio in un dipinto di Vittore Carpaccio

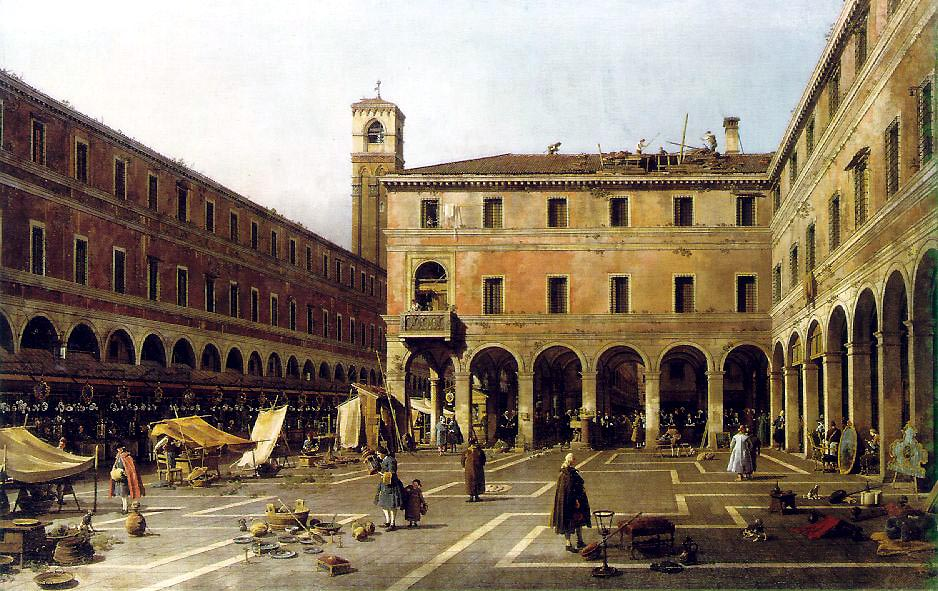
Rialto nel Settecento in un dipinto del Canaletto

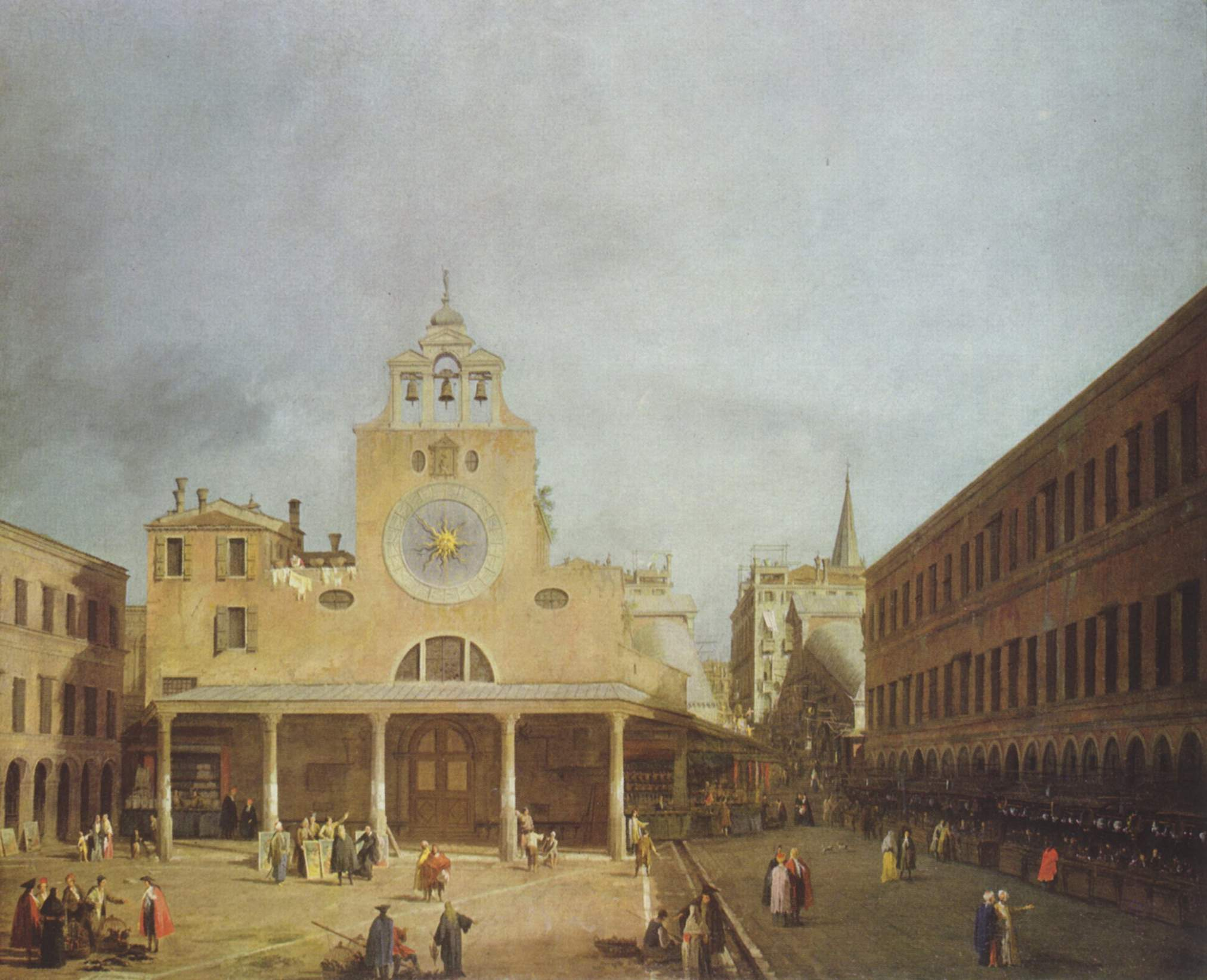
La Chiesa di San Giacomo di Rialto nel XVIII secolo (Canaletto)

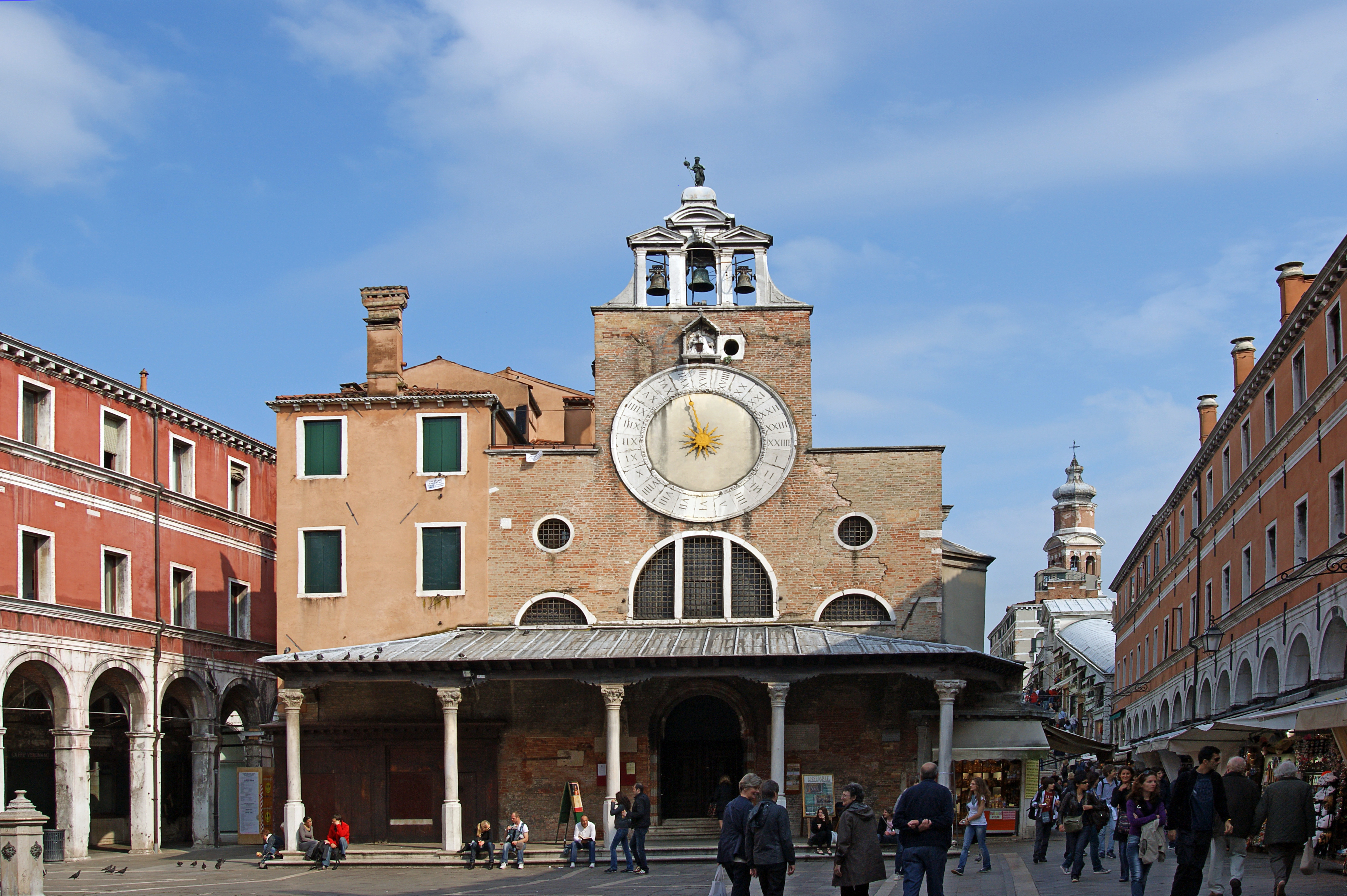
La chiesa di San Giacomo di Rialto oggi

Rialto, che nella toponomastica si ridusse progressivamente alla sola area intorno alla chiesa di San Giacometto, rimase comunque una zona importante, specie dal 1097, quando vi fu trasferito il mercato di Venezia. Dal 1105 la zona divenne anche sede del Patriarca di Grado, insediatosi con palazzo, curia e cappella palatina a San Silvestro. 
Nel 1181 venne costruito sul Canal Grande un primitivo ponte di barche, il Ponte della Moneta, in grado di consentire al contempo un facile collegamento pedonale e carrabile tra le due zone della città divise dal Canal Grande e il transito delle navi dirette al mercato e ai fondaci affacciati sulle rive.
Nel 1250 il Ponte della Moneta venne sostituito da un ponte in legno e levatoio, danneggiato nel 1310 durante gli scontri conseguiti alla congiura del Tiepolo. Nella stessa epoca il doge Pietro Gradenigo ordinava la demolizione dei palazzi e dei fondaci dei Tiepolo, insediati proprio nella zona del mercato di Rialto, destinando gli spazi all'ampliamento dei mercati.
Crollato il ponte di legno nel 1444, per la gran folla assiepatasi al passaggio della sposa del Marchese di Ferrara, dal 1503 si iniziò a pensare alla costruzione di un grande ponte in pietra, che non venne però realizzato.
Nel 1451 con la soppressione del Patriarcato di Grado e la costituzione del Patriarcato di Venezia, l'antica sede curiale di San Silvestro risultava definitivamente abbandonata a favore di San Pietro di Castello. Molti degli altri antichi edifici di Rialto vennero distrutti da un incendio nel 1514: il solo rimasto in piedi fu la chiesa di San Giacomo di Rialto, mentre il resto dell'area venne gradualmente ricostruito. Nel 1524 anche il ponte crollava e veniva ricostruito nuovamente. Accanto alla chiesa di San Giacomo prendeva posto in quello stesso anno il Banco del Giro, la banca pubblica istituita dalla Repubblica di Venezia per garantire una costante disponibilità di moneta ai mercanti.
Man mano il mercato si ingrandì, sia come vendita al dettaglio che all'ingrosso e vennero costruiti magazzini e depositi. Nel frattempo, apparvero i primi negozi di oggetti di lusso, le prime banche e assicurazioni e gli uffici delle tasse della città vennero collocati nella zona. Anche il macello cittadino si trovava a Rialto.
Si avviò in quest'epoca (metà del Cinquecento) una vasta campagna edilizia destinata a ridisegnare l'area realtina. Si avviò quindi la ricostruzione del mercato nelle forme odierne. Nel 1525 venne avviata la costruzione del Palazzo dei Camerlenghi, in volta de Canal (cioè sulla curva del Canal Grande), eretto per ospitare le magistrature mercantili: Camerlenghi, i Consoli dei mercanti ed i Sopraconsoli dei Mercanti. Anche l'edificio delle Fabbriche Vecchie data in questo periodo, mentre le Fabbriche Nuove, pregevole opera di Jacopo Sansovino, sono di poco più recenti (1553), come il Palazzo dei Dieci Savi, costruito per ospitare la magistratura dei Savi alle Decime. Nel 1551 veniva anche finalmente indetta la gara che condusse nel 1591 all'inaugurazione dell'attuale Ponte di Rialto, dotato di due file di botteghe.
Gli edifici pubblici venivano così a delimitare le diverse aree del mercato: Erbaria, Naranzeria, Beccaria, Casaria, Pescaria, Ruga dei Oresi, Ruga dei Spezieri, rispettivamente luoghi d'incontro dei venditori di ortaggi, frutta, carni, formaggi, pesce e, soprattutto, gioielli e preziosi, ma soprattutto le pregiatissime spezie d'Oriente. Le due rive ai piedi del ponte erano invece destinate al mercato dei metalli, del carbone e del vino: Riva del Carbon e Riva del Ferro sul lato del Sestiere di San Marco, e Riva del Vin su quello del Sestiere di San Polo.

Il mercato realtino si prolungava poi idealmente attraverso il ponte in direzione di piazza San Marco attraverso le Mercerie (Marzaria di San Salvador, Marzaria del Capitello, Marzaria di San Zulian, Marzaria de l'Orologio) destinate alla vendita delle sete e di tele e stoffe pregiate, provenienti dall'Oriente e rinomato prodotto anche dell'artigianato veneziano. Mentre la Calle dei Fuseri rappresentava il mercato dei fusi e degli altri strumenti per la lavorazione delle stoffe, mentre Calle degli Specchieri era il luogo di mercato dei prodotti del vetro.

Poco più in là la Spadaria, la Frezzaria e Calle dei Fabbri, dedicate agli armaioli, ai costruttori di frecce e balestre e agli altri artigiani del ferro, rappresentavano un'altra importante vetrina dei tipici prodotti della città. Vicino al Campo San Zaccaria, Calle delle Rasse era il mercato dei delicati panni di lana di Russia e sotto il Ponte della Paglia attraccavano le barche cariche di prezioso prodotto per la produzione di cordami.

L'intero cuore della città veniva a costituire così un'unica immensa piazza commerciale, trafficata di imbarcazioni cariche di prodotti da e per l'entroterra, delle preziose merci trasportate dalla flotta di galee e navi grosse di proprietà dello Stato o dei privati e dal continuo flusso di prodotti dell'artigianato, della pesca e dell'agricoltura delle lagune.

## Rialto oggi

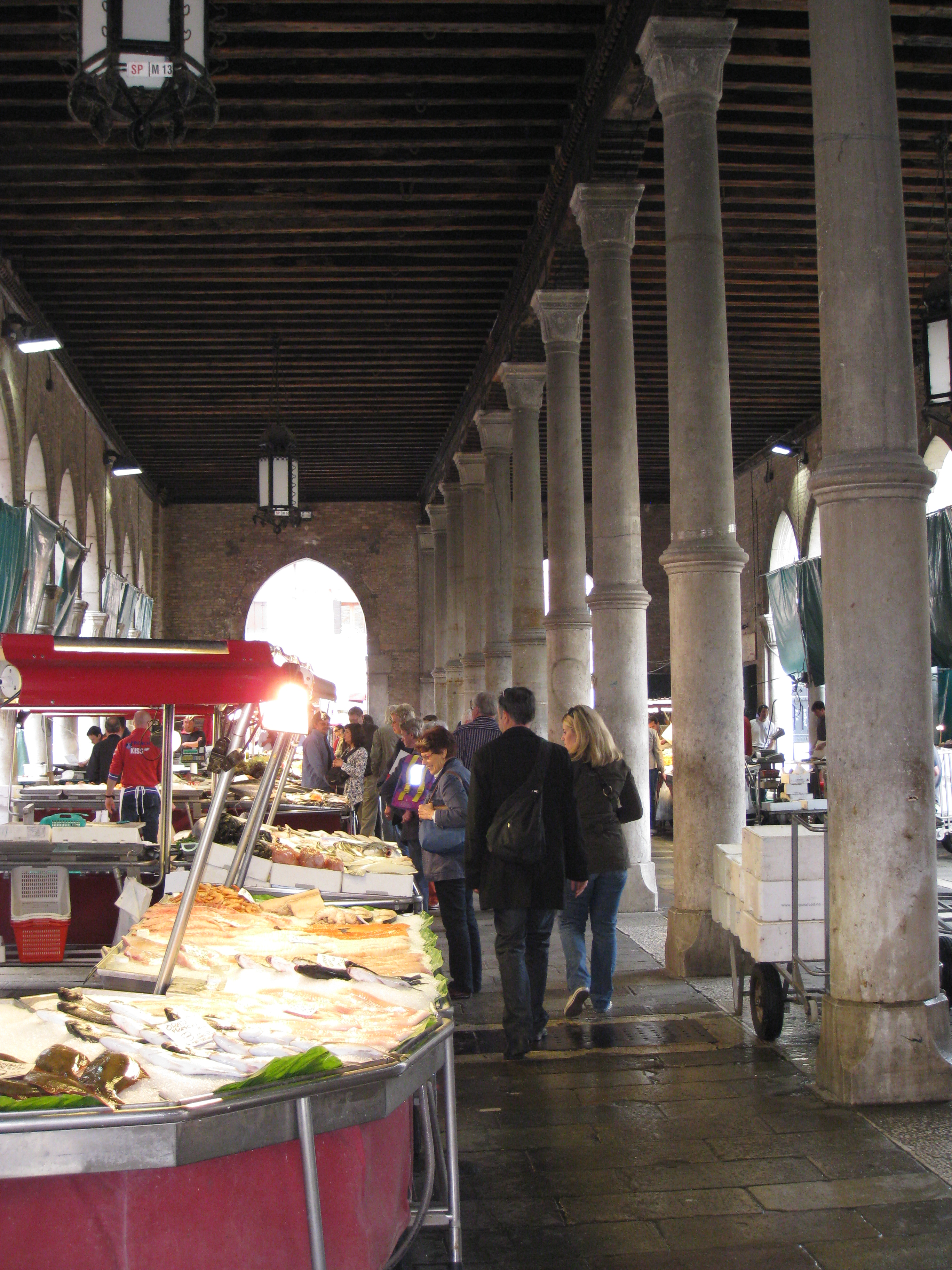
La pescheria di Rialto oggi

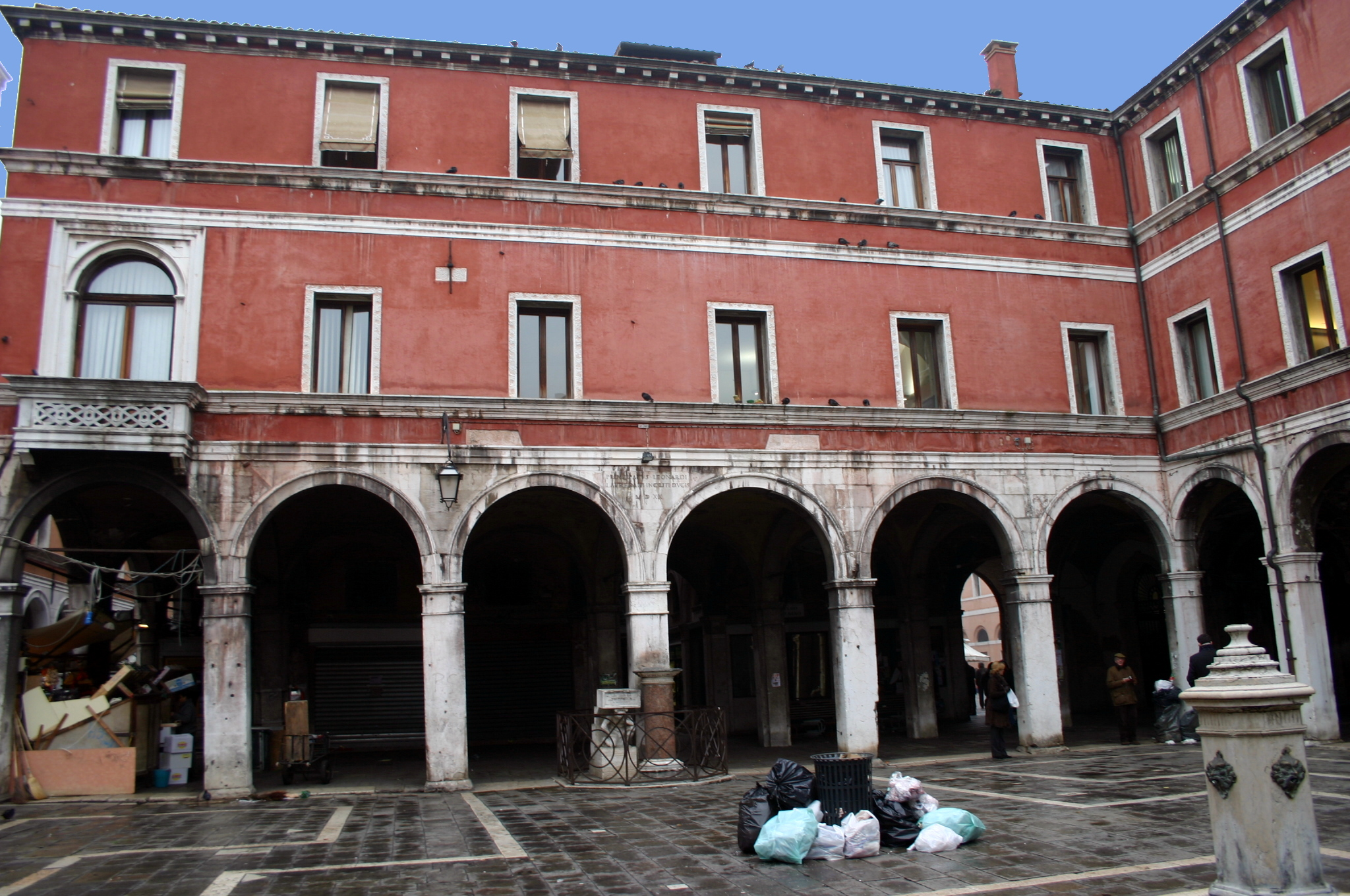
Le Fabbriche Vecchie di Rialto

La vocazione commerciale di Rialto, seppur progressivamente perduto il ruolo di piazza di scambio internazionale e ridimensionato al ruolo di mercato cittadino, ha mantenuto la propria vocazione commerciale per tutto il XIX e il XX secolo, sotto la dominazione austriaca e dopo la riunificazione al Regno d'Italia. Oggi, Rialto è ancora un'affollata zona di negozi, con un mercato ortofrutticolo giornaliero e un mercato del pesce, sebbene abbia oramai perso anche il ruolo di mercato generale e vi stiano aumentando le attività legate al turismo.
Campo San Giacometto, liberato del mercato di orto-frutta che vi teneva sede fino alla fine degli anni novanta, si presenta ora come una vivace zona di locali, ospitati all'ombra delle Fabbriche Vecchie che, assieme alle annesse Fabbriche Nuove e al neogotico e novecentesco edificio della Pescheria di Rialto, tuttora conservano la loro funzione pubblica e sono sede del Tribunale di Venezia e delle relative dipendenze.
Sotto le logge della Pescheria ancora tiene luogo il quotidiano mercato al dettaglio del pesce, mentre nelle immediate vicinanze si trovano i colorati banchi di frutta e verdura.